# Eudonia pachyerga
Eudonia pachyerga là một loài bướm đêm trong họ Crambidae.